# Ploubazlanec
Ploubazlanec (bret. Plaeraneg) – miejscowość i gmina we Francji, w regionie Bretania, w departamencie Côtes-d’Armor.
Według danych na rok 1990 gminę zamieszkiwało 3725 osób, a gęstość zaludnienia wynosiła 248 osób/km² (wśród 1269 gmin Bretanii Ploubazlanec plasuje się na 127. miejscu pod względem liczby ludności, natomiast pod względem powierzchni na miejscu 664.).
Położona na północnym wybrzeżu Bretanii miejscowość sięgająca początkami średniowiecza (pierwsza wzmianka o parafii z 1224 r.). Źródłem utrzymania miejscowych rybaków (zwłaszcza w XVIII–XIX w.) były głównie wyprawy na dalekie łowiska wokół  Islandii, co opisał Pierre Loti w znanej powieści Rybak islandzki („Pêcheur d'Islande”, 1886), w której wspomniane jest i samo Ploubazlanec. W pierwszej połowie XX w. znane było jako ulubione miejsce letniskowo-wypoczynkowe  francuskiej elity twórczej. Przebywali tam m.in.: małżonkowie Curie (Maria Skłodowska-Curie wraz z mężem) oraz Joliot-Curie (Irène Joliot-Curie z mężem), lekarz Louis Lapicque, fizyk Paul Langevin, wielu malarzy (np. L.-M. Faudacq, J.-G. Cornélius), historyk Charles Seignobos, pisarz J-H. Rosny (młodszy), polityk Marcel Cachin czy założyciel koncernu L’Oréal – Eugène Schueller.